# Václav Prokop Duchovský
Václav Prokop Duchovský (1717 Plzeň – 10. února 1773 Praha) byl český římskokatolický kněz, jezuita, historik a spisovatel.

## Život
V mládí se vzdělával na jezuitských školách, gymnázium vystudoval v Plzni a bohosloví v Praze. Později vstoupil do Tovaryšstva Ježíšova a byl vysvěcen na kněze. Stal se sekretářem pražské arcibiskupské konzistoře a zastával i úřad expeditora „ve věcech týkajících se kacířské zvrácenosti" (in causis ad haereticam pravitatem pertinentibus). Expeditor byl konzistorní úředník, kněz, který dohlížel na záležitosti, jež se týkaly bludařství.
Vedle úředních povinností se horlivě zabýval českými dějinami. Obdivoval Kroniku českou od Václava Hájka z Libočan a obhajoval i výklady dalších barokních historiků. Soudil, že jsou důvěryhodní všude tam, kde se nenalezne starší svědectví, které by jejich tvrzení vyvracelo. Zastával se tradičního líčení událostí, jak je posvětila staletí.
Byl odpůrcem osvícenského historika Gelasia Dobnera, propagátora zásady kritického myšlení, vystupoval proti jeho kritice Hájka a polemizoval s ním o existenci mytických národních praotců Čecha a Lecha. Jeho polemický spis proti Dobnerovi (Lucifer lucens..., 1765) byl zkonfiskován pražským arcibiskupem Antonínem Petrem Příchovským z Příchovic, ale za pozdější práci (Apocrisis..., 1771) obdržel cenu od polského knížete Jablonského.

## Dílo
Publikoval dva spisy namířené proti Dobnerovi a jeho názorům:
- Lucifer lucens non urens lustrans ac illustrans omissa et commissa in prodromo annalium Hayekanorum..., Praha 1765
- Apocrisis ad quaestiones propositas de Cecho, Lipsko 1771

Jeho další historické práce zůstaly v rukopise.